# 21611 Розофф
21611 Розофф (21611 Rosoff) — астероїд головного поясу, відкритий 10 травня 1999 року.
Тіссеранів параметр щодо Юпітера — 3,317.